# Campagnac-lès-Quercy
Campagnac-lès-Quercy (okzitanisch: Campanhac prèp Carcin) ist eine südfranzösische Gemeinde mit 324 Einwohnern (Stand: 1. Januar 2022) im äußersten Süden des Périgord noir und gehört zum Arrondissement Sarlat-la-Canéda und zum Kanton Vallée Dordogne. Die Einwohner werden Campagnacois genannt. 

## Lage
Campagnac-lès-Quercy liegt etwa 70 Kilometer (Fahrtstrecke) ostsüdöstlich von Bergerac. Umgeben wird Campagnac-lès-Quercy von den Nachbargemeinden Daglan im Norden, Bouzic und Florimont-Gaumier im Osten und Nordosten, Salviac im Osten, Marminiac im Süden, Besse im Südwesten sowie Saint-Pompont im Westen und Nordwesten.

## Bevölkerungsentwicklung
| Jahr                      | 1962 | 1968 | 1975 | 1982 | 1990 | 1999 | 2006 | 2013 |
| Einwohner                 | 419  | 395  | 350  | 316  | 305  | 293  | 307  | 289  |
| Quelle: Cassini und INSEE |      |      |      |      |      |      |      |      |

## Sehenswürdigkeiten
- Kirche Saint-Cyr-et-Sainte-Julitte

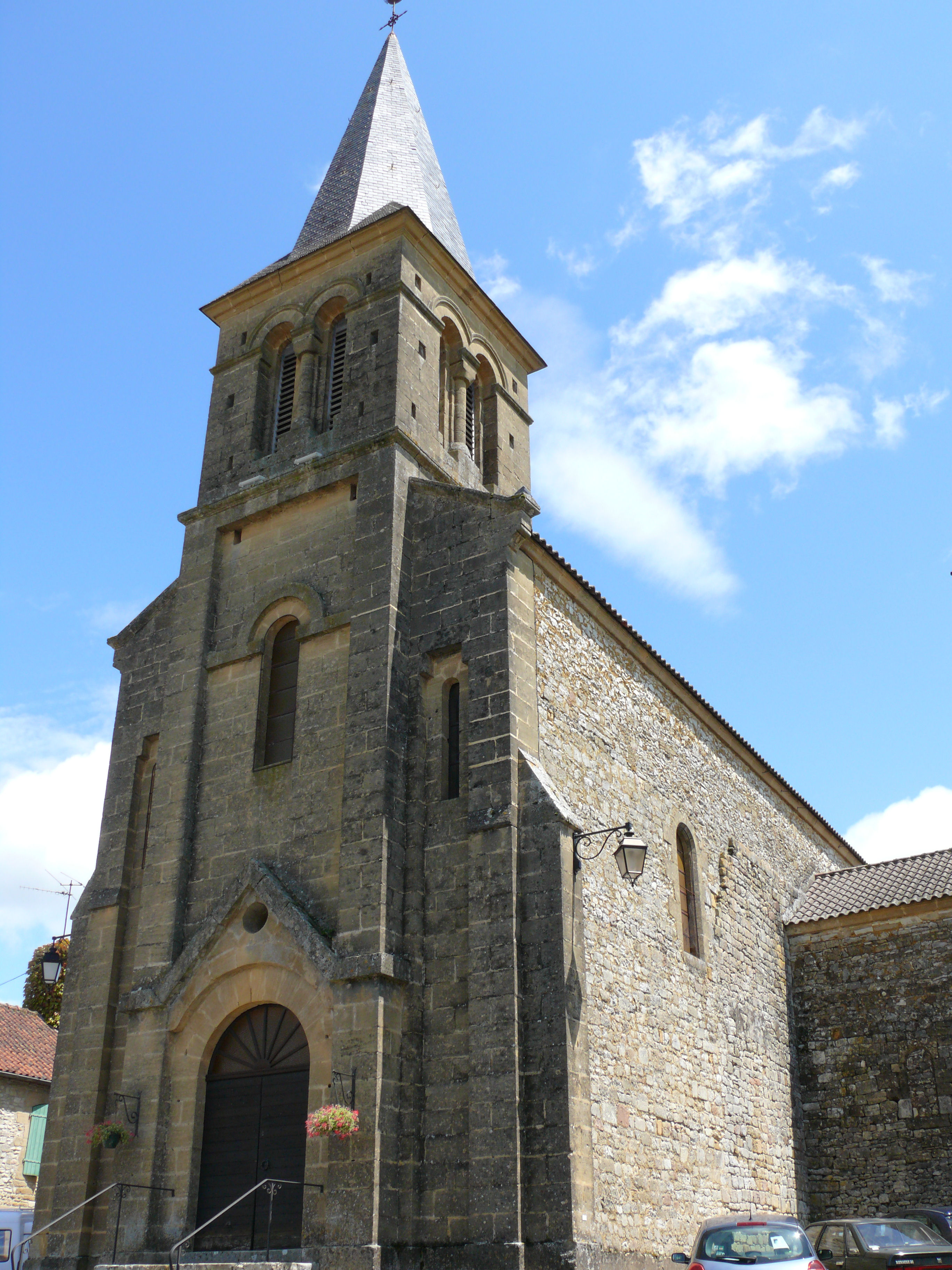
Kirche Saint-Cyr-et-Sainte-Julitte

- Schloss von Campagnac-lès-Quercy

## Persönlichkeiten
- Joseph Prunis (1742–1816), Geistlicher und Politiker